# 虾夷肖峭
虾夷肖峭（学名：Tetragnatha yesoensis）为肖峭科肖峭属的动物。分布于日本、朝鲜以及中国大陆的辽宁等地。该物种的模式产地在日本。